# 熊取駅

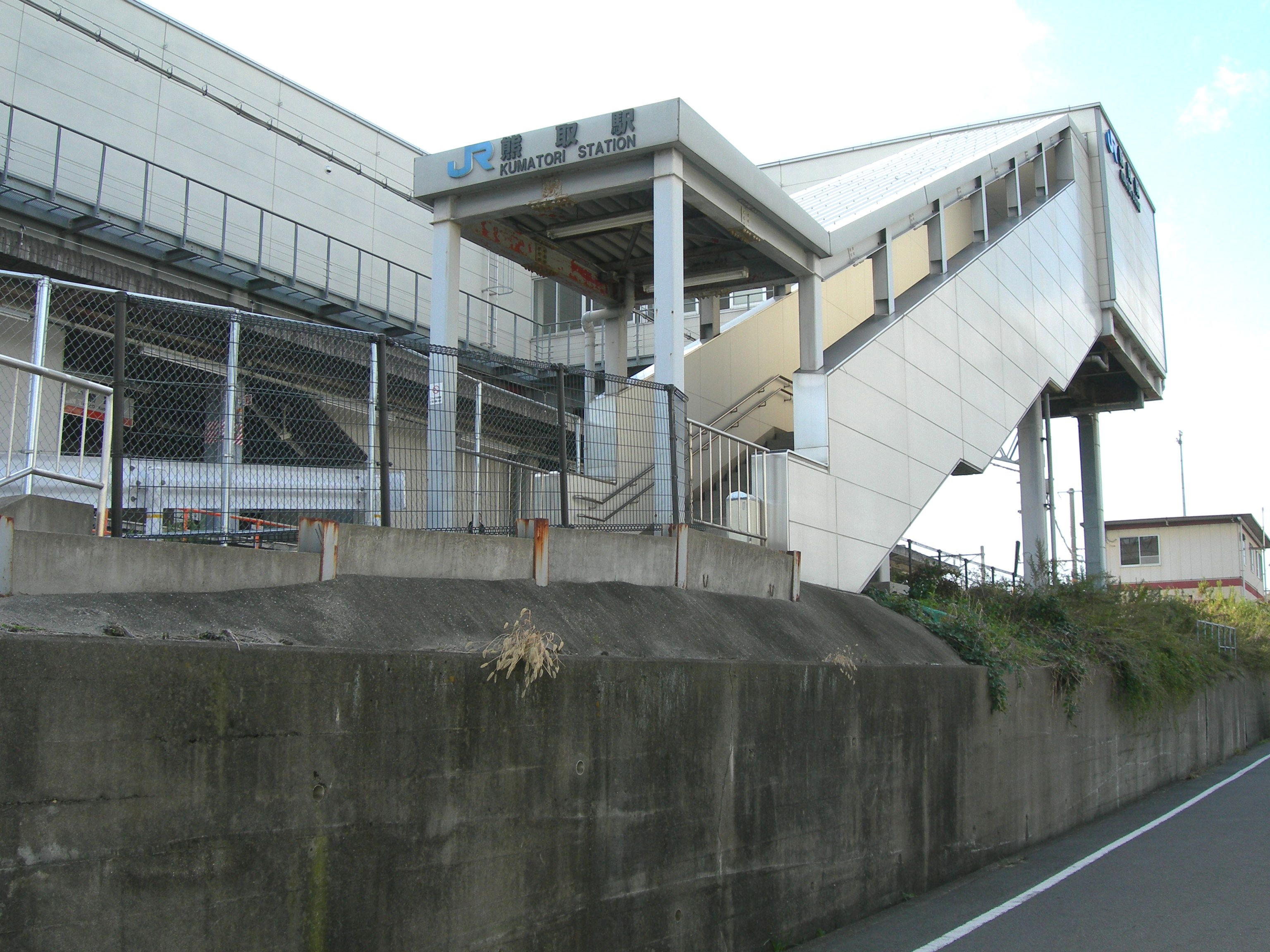
西口（2009年10月）

熊取駅（くまとりえき）は、大阪府泉南郡熊取町大久保中一丁目にある、西日本旅客鉄道（JR西日本）阪和線の駅である。駅番号はJR-R44。

## 概要
所在地は熊取町だが、駅の一部が泉佐野市にまたがっている。
1964年に京都大学原子炉実験所（現・京都大学複合原子力科学研究所）が設置、1985年以降に多くの大学・短期大学などが開校し、泉南地域で屈指の学園都市となる。また熊取だんじり祭が毎年10月に開催され多くの人出で賑わう。
近辺にはくまとりニュータウンをはじめ新興住宅地も多数あり、天王寺へ約30分、大阪（梅田）へ約50分ということもあって中距離通勤客の利用もある。熊取町民はもちろん、泉佐野市民（特に当駅に近い佐野台・東佐野台・南泉ヶ丘・泉ヶ丘・中庄・湊・上瓦屋・下瓦屋・松風台・市場東地区の住民）の利用も多い。

## 歴史
- 1930年（昭和5年）6月16日：阪和電気鉄道の和泉府中駅 - 阪和東和歌山駅（現在の和歌山駅）間延伸により開業[1]。泉州地域一帯で盛んであるタオルを中心とした繊維産業の発展とともに人口が増えた。
- 1940年（昭和15年）12月1日：阪和電気鉄道が南海鉄道に吸収合併され、南海山手線の駅となる[2]。
- 1944年（昭和19年）5月1日：戦時買収により国有化され、運輸通信省（国鉄）阪和線の駅となる[1][2]。
- 1950年（昭和25年）9月：ジェーン台風により、ホームの上屋や駅名標が倒壊するなどの被害を受ける[3]。
- 1965年（昭和40年）3月1日：快速停車駅となる[4]。
- 1976年（昭和41年）7月1日：貨物の取り扱いを廃止[1]。
- 1985年（昭和60年）3月14日：荷物扱い廃止[1]。
- 1987年（昭和62年）4月1日：国鉄分割民営化に伴い、西日本旅客鉄道（JR西日本）の駅となる[1][2]。
- 1993年（平成5年）7月1日：阪和線運行管理システム（初代）導入。
- 1997年（平成9年）10月5日：橋上駅化[5][6]。自動改札機を導入[7]。
- 2003年（平成15年）11月1日：ICカード「ICOCA」の利用が可能となる[8]。
- 2013年（平成25年）9月28日：阪和線運行管理システムを2代目のものに更新。
- 2018年（平成30年）3月17日：駅ナンバリングが導入され、使用を開始。
- 2020年（令和2年）　　　　　　　　
  - 2月29日：この日をもってみどりの窓口が営業を終了[9]。
  - 3月1日：みどりの券売機プラスの利用を開始[9]。

## 駅構造
島式ホーム2面4線で待避設備を持つ地上駅で、橋上駅舎を有する。改札口は1ヶ所設けられている。なお橋上駅化に伴い、阪和線では初めてバリアフリーに対応した駅となった。
阪和電気鉄道特有の三角屋根をもった木造平屋の駅舎であったが、大阪府で開催される国民体育大会を契機に1997年10月5日に橋上化された。1980年ごろまでは貨物ホームがあったが、現在は撤去されている。
和泉府中駅が管理している直営駅で、ICカード「ICOCA」を利用することができる（相互利用可能ICカードはICOCAの項を参照）。
なお関西空港駅から地区駅長が配属されている。

### のりば
| のりば | 路線   | 方向 | 行先                 | 備考          |
| ------ | ------ | ---- | -------------------- | ------------- |
| 1・2   | 阪和線 | 下り | 関西空港・和歌山方面 |               |
| 3・4   | 阪和線 | 上り | 鳳・天王寺・大阪方面 | 一部1番のりば |

- 2・3番のりばが本線、1・4番のりばが待避線である。
- 天王寺方面に向かう列車のうち、当駅始発（折り返し）は1番のりばを使用する。

## ダイヤ
すべての普通・快速列車が停車する。当駅で快速列車と普通（時間帯によっては区間快速）の緩急接続や特急列車の通過待ちが行われている。また、当駅折り返し列車も設定されている。2022年3月のダイヤ改正では日根野駅発着の区間快速が一部列車を除いて当駅折り返しとなった。

## 利用状況
2022年（令和4年）度の1日平均乗車人員は9,844人である。阪和線・関西空港線の途中駅では三国ケ丘駅・鳳駅・和泉府中駅・堺市駅・東岸和田駅についで第6位の利用者数である。JR西日本全駅でも特に定期率の高い駅の1つでもある。
各年度の1日の平均乗車人員は以下の通りである。
| 年度               | 1日平均 乗車人員 | うち定期 | 定期率 | 出典          |
| ------------------ | ---------------- | -------- | ------ | ------------- |
| 1988年（昭和63年） | 10,532           | 8,602    | 81.7%  | [ 大阪府 1 ]  |
| 1989年（平成元年） | 11,504           | 9,290    | 80.8%  | [ 大阪府 1 ]  |
| 1990年（平成02年） | 12,080           | 9,688    | 80.2%  | [ 大阪府 2 ]  |
| 1991年（平成03年） | 12,662           | 10,172   | 80.3%  | [ 大阪府 3 ]  |
| 1992年（平成04年） | 13,334           | 10,734   | 80.5%  | [ 大阪府 4 ]  |
| 1993年（平成05年） | 13,681           | 11,018   | 80.5%  | [ 大阪府 5 ]  |
| 1994年（平成06年） | 13,838           | 11,099   | 80.2%  | [ 大阪府 6 ]  |
| 1995年（平成07年） | 13,557           | 10,820   | 79.8%  | [ 大阪府 7 ]  |
| 1996年（平成08年） | 13,130           | 10,394   | 79.2%  | [ 大阪府 8 ]  |
| 1997年（平成09年） | 12,602           | 9,869    | 78.3%  | [ 大阪府 9 ]  |
| 1998年（平成10年） | 12,419           | 9,681    | 78.0%  | [ 大阪府 10 ] |
| 1999年（平成11年） | 12,206           | 9,475    | 77.6%  | [ 大阪府 11 ] |
| 2000年（平成12年） | 11,997           | 9,344    | 77.9%  | [ 大阪府 12 ] |
| 2001年（平成13年） | 11,693           | 9,062    | 77.5%  | [ 大阪府 13 ] |
| 2002年（平成14年） | 11,364           | 8,799    | 77.4%  | [ 大阪府 14 ] |
| 2003年（平成15年） | 11,151           | 8,634    | 77.4%  | [ 大阪府 15 ] |
| 2004年（平成16年） | 11,007           | 8,560    | 77.8%  | [ 大阪府 16 ] |
| 2005年（平成17年） | 10,785           | 8,393    | 77.8%  | [ 大阪府 17 ] |
| 2006年（平成18年） | 10,759           | 8,337    | 77.5%  | [ 大阪府 18 ] |
| 2007年（平成19年） | 10,811           | 8,396    | 77.7%  | [ 大阪府 19 ] |
| 2008年（平成20年） | 10,941           | 8,482    | 77.5%  | [ 大阪府 20 ] |
| 2009年（平成21年） | 10,818           | 8,459    | 78.2%  | [ 大阪府 21 ] |
| 2010年（平成22年） | 10,806           | 8,446    | 78.2%  | [ 大阪府 22 ] |
| 2011年（平成23年） | 11,017           | 8,655    | 78.6%  | [ 大阪府 23 ] |
| 2012年（平成24年） | 11,106           | 8,719    | 78.5%  | [ 大阪府 24 ] |
| 2013年（平成25年） | 11,277           | 8,867    | 78.6%  | [ 大阪府 25 ] |
| 2014年（平成26年） | 10,931           | 8,556    | 78.3%  | [ 大阪府 26 ] |
| 2015年（平成27年） | 11,126           | 8,703    | 78.2%  | [ 大阪府 27 ] |
| 2016年（平成28年） | 11,095           | 8,687    | 78.3%  | [ 大阪府 28 ] |
| 2017年（平成29年） | 11,109           | 8,708    | 78.4%  | [ 大阪府 29 ] |
| 2018年（平成30年） | 11,093           | 8,702    | 78.4%  | [ 大阪府 30 ] |
| 2019年（令和元年） | 10,978           | 8,615    | 78.5%  | [ 大阪府 31 ] |
| 2020年（令和02年） | 8,267            | 6,708    | 81.1%  | [ 大阪府 32 ] |
| 2021年（令和03年） | 8,690            | 6,994    | 80.5%  | [ 大阪府 33 ] |
| 2022年（令和04年） | 9,557            | 7,484    | 78.3%  | [ 大阪府 34 ] |
| 2023年（令和05年） | 9,844            | 7,591    | 77.1%  | [ 大阪府 35 ] |

## 駅周辺
- 熊取郵便局（徒歩約10分）
- 万代 熊取店
- 泉佐野市立佐野台小学校
- スーパーホテル関空・熊取駅前

### 教育機関
- 大阪体育大学
- 大阪観光大学
- 関西医療大学

### 重要文化財
- 降井家書院（昭和27年指定）
- 中家住宅（昭和39年指定）
- 来迎寺本堂（昭和24年指定）

### 住宅地
- くまとりニュータウン
- 南海つばさが丘
- 府営熊取団地
- 府営佐野台住宅（泉佐野市）
- 山の手台

## バス路線

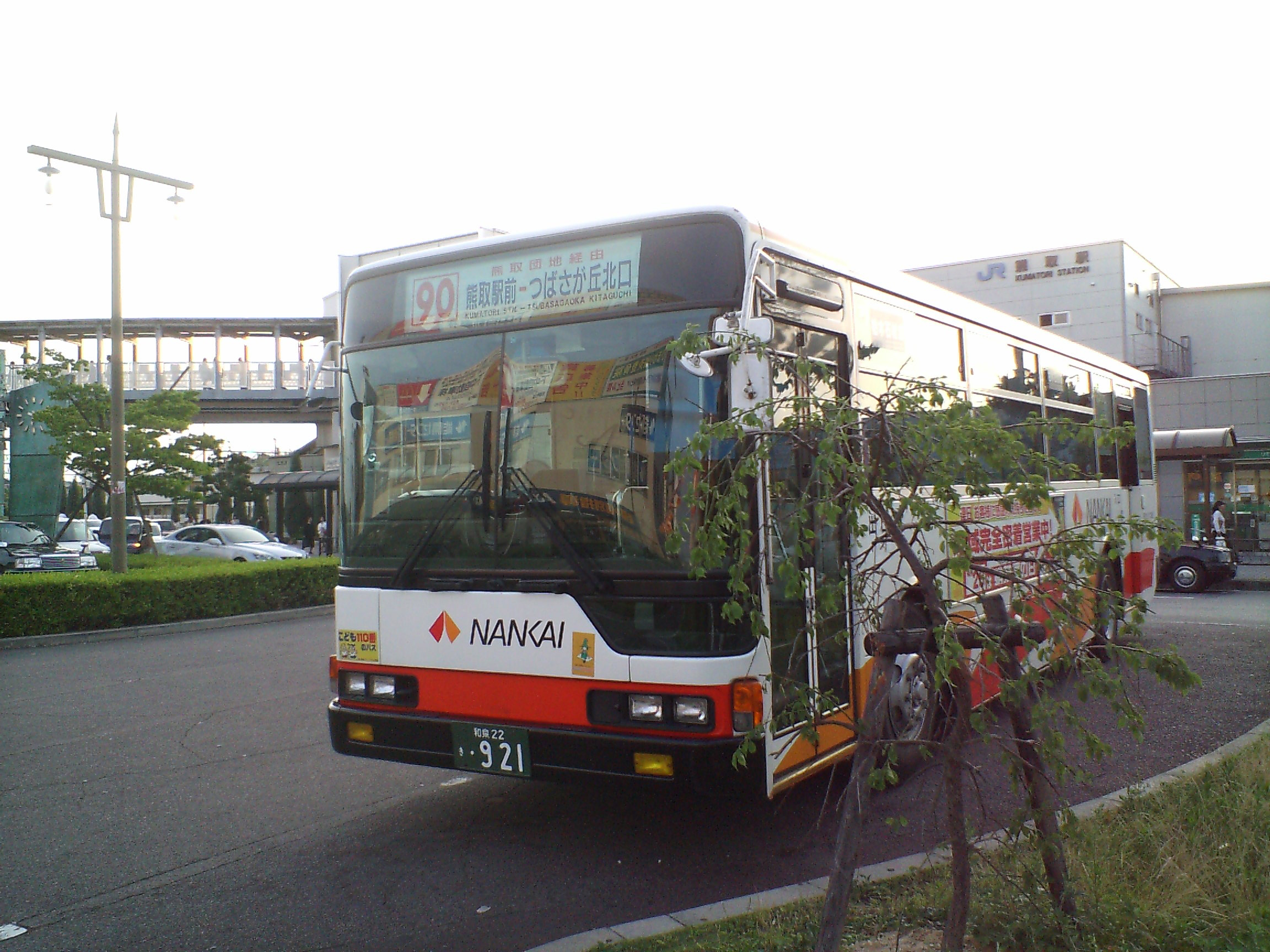
熊取駅前に停車中の南海ウイングバス南部（現：南海ウイングバス）

- 南海ウイングバス
  - 南海熊取ニュータウン線
  - 府営熊取団地線
  - 熊取山手線
- 和歌山バス那賀
  - 粉河熊取線 特急バス

## 隣の駅
西日本旅客鉄道（JR西日本）
 阪和線
■関空快速・■紀州路快速・■快速・■直通快速
東岸和田駅 (JR-R40) - 熊取駅 (JR-R44) - 日根野駅 (JR-R45)
■区間快速・■普通
東佐野駅 (JR-R43) - 熊取駅 (JR-R44) - 日根野駅 (JR-R45)

### 記事本文

### 利用状況
1. ↑  大阪府統計年鑑 - 大阪府
2. ↑  熊取町統計書 - 熊取町

大阪府統計年鑑
1. 1 2  大阪府統計年鑑（平成2年） (PDF)
2. ↑  大阪府統計年鑑（平成3年） (PDF)
3. ↑  大阪府統計年鑑（平成4年） (PDF)
4. ↑  大阪府統計年鑑（平成5年） (PDF)
5. ↑  大阪府統計年鑑（平成6年） (PDF)
6. ↑  大阪府統計年鑑（平成7年） (PDF)
7. ↑  大阪府統計年鑑（平成8年） (PDF)
8. ↑  大阪府統計年鑑（平成9年） (PDF)
9. ↑  大阪府統計年鑑（平成10年） (PDF)
10. ↑  大阪府統計年鑑（平成11年） (PDF)
11. ↑  大阪府統計年鑑（平成12年） (PDF)
12. ↑  大阪府統計年鑑（平成13年） (PDF)
13. ↑  大阪府統計年鑑（平成14年） (PDF)
14. ↑  大阪府統計年鑑（平成15年） (PDF)
15. ↑  大阪府統計年鑑（平成16年） (PDF)
16. ↑  大阪府統計年鑑（平成17年） (PDF)
17. ↑  大阪府統計年鑑（平成18年） (PDF)
18. ↑  大阪府統計年鑑（平成19年） (PDF)
19. ↑  大阪府統計年鑑（平成20年） (PDF)
20. ↑  大阪府統計年鑑（平成21年） (PDF)
21. ↑  大阪府統計年鑑（平成22年） (PDF)
22. ↑  大阪府統計年鑑（平成23年） (PDF)
23. ↑  大阪府統計年鑑（平成24年） (PDF)
24. ↑  大阪府統計年鑑（平成25年） (PDF)
25. ↑  大阪府統計年鑑（平成26年） (PDF)
26. ↑  大阪府統計年鑑（平成27年） (PDF)
27. ↑  大阪府統計年鑑（平成28年） (PDF)
28. ↑  大阪府統計年鑑（平成29年） (PDF)
29. ↑  大阪府統計年鑑（平成30年） (PDF)
30. ↑  大阪府統計年鑑（令和元年） (PDF)
31. ↑  大阪府統計年鑑（令和2年） (PDF)
32. ↑  大阪府統計年鑑（令和3年） (PDF)
33. ↑  大阪府統計年鑑（令和4年） (PDF)
34. ↑  大阪府統計年鑑（令和5年） (PDF)
35. ↑  大阪府統計年鑑（令和6年） (PDF)